# 2011-es rövid pályás úszó-Európa-bajnokság
A 2011-es rövid pályás úszó-Európa-bajnokságot december 8. és december 11. között rendezték meg Szczecinben. Az Eb-n 38 versenyszámban avattak Európa-bajnokot.

## Részt vevő nemzetek
| - Ausztria - Belgium - Bulgária - Ciprus - Csehország - Dánia - Észtország - Fehéroroszország - Finnország | - Franciaország - Görögország - Hollandia - Horvátország - Írország - Izland - Izrael - Liechtenstein - Litvánia | - Luxemburg - Magyarország - Montenegró - Egyesült Királyság - Németország - Norvégia - Olaszország - Örményország - Oroszország | - Portugália - Spanyolország - Svájc - Szerbia - Szlovákia - Szlovénia - Törökország - Ukrajna |

## Éremtáblázat
(A táblázatban Magyarország eltérő háttérszínnel kiemelve.)
| Helyezés | Nemzet             | Arany | Ezüst | Bronz | Összesen |
| 1.       | Németország        | 7     | 2     | 1     | 10       |
| 2.       | Dánia              | 5     | 7     | 2     | 14       |
| 3.       | Spanyolország      | 5     | 5     | 2     | 12       |
| 4.       | Lengyelország      | 5     | 0     | 2     | 7        |
| 5.       | Oroszország        | 4     | 9     | 2     | 15       |
| 6.       | Magyarország       | 4     | 3     | 5     | 12       |
| 7.       | Olaszország        | 3     | 2     | 4     | 9        |
| 8.       | Ukrajna            | 2     | 0     | 1     | 3        |
| 9.       | Szlovénia          | 1     | 2     | 0     | 3        |
| 10.      | Norvégia           | 1     | 0     | 1     | 2        |
| 11.      | Egyesült Királyság | 0     | 4     | 5     | 9        |
| 12.      | Észtország         | 0     | 1     | 2     | 3        |
| 13.      | Ausztria           | 0     | 1     | 0     | 1        |
| 13.      | Franciaország      | 0     | 1     | 0     | 1        |
| 13.      | Svájc              | 0     | 1     | 0     | 1        |
| 16.      | Fehéroroszország   | 0     | 0     | 3     | 3        |
| 16.      | Belgium            | 0     | 0     | 3     | 3        |
| 18.      | Izrael             | 0     | 0     | 2     | 2        |
| 19.      | Csehország         | 0     | 0     | 1     | 1        |
| 19.      | Írország           | 0     | 0     | 1     | 1        |
|          |                    |       |       |       |          |
| Összesen | Összesen           | 38    | 38    | 38    | 114      |

## Eredmények
- WR – világcsúcs;
- ER – Európa-csúcs
- CR – Európa-bajnoki csúcs

### Férfi
| Versenyszám                   | Arany                                                                         | Arany    | Ezüst                                                                                     | Ezüst    | Bronz                                                                                 | Bronz    |
| ----------------------------- | ----------------------------------------------------------------------------- | -------- | ----------------------------------------------------------------------------------------- | -------- | ------------------------------------------------------------------------------------- | -------- |
| 50 m-es gyorsúszás            | Konrad Czerniak · Lengyelország                                               | 20,88    | Szergej Feszikov · Oroszország                                                            | 20,95    | Marco Orsi · Olaszország                                                              | 21,01    |
| 100 m-es gyorsúszás           | Szergej Feszikov · Oroszország                                                | 46,56    | Luca Dotto · Olaszország                                                                  | 46,89    | Takács Krisztián · Magyarország                                                       | 47,46    |
| 200 m-es gyorsúszás           | Paul Biedermann · Németország                                                 | 1:42,92  | Filippo Magnini · Olaszország                                                             | 1:43,20  | Cseh László · Magyarország                                                            | 1:43,71  |
| 400 m-es gyorsúszás           | Paul Biedermann · Németország                                                 | 3:38,65  | Mads Glæsner · Dánia                                                                      | 3:39,30  | Paweł Korzeniowski · Lengyelország                                                    | 3:40,54  |
| 1500 m-es gyorsúszás          | Mateusz Sawrymowicz · Lengyelország                                           | 14:29,81 | Mads Glæsner · Dánia                                                                      | 14:29,88 | Szerhij Frolov · Ukrajna                                                              | 14:35,22 |
| 50 m-es hátúszás              | Aschwin Wildeboer Faber · Spanyolország                                       | 23,43    | Flori Lang · Svájc                                                                        | 23,57    | Pavel Szankovics · Fehéroroszország                                                   | 23,64    |
| 100 m-es hátúszás             | Radoslaw Kawecki · Lengyelország                                              | 50,43    | Aschwin Wildeboer Faber · Spanyolország                                                   | 50,61    | Pavel Szankovics · Fehéroroszország                                                   | 51,14    |
| 200 m-es hátúszás             | Radoslaw Kawecki · Lengyelország                                              | 1:49,15  | Aschwin Wildeboer Faber · Spanyolország                                                   | 1:50,63  | Bernek Péter · Magyarország                                                           | 1:51,21  |
| 50 m-es mellúszás             | Fabio Scozzoli · Olaszország                                                  | 26,25    | Damir Dugonjič · Szlovénia                                                                | 26,34    | Alexander Dale Oen · Norvégia                                                         | 26,49    |
| 100 m-es mellúszás            | Alexander Dale Oen · Norvégia                                                 | 57,05    | Damir Dugonjič · Szlovénia                                                                | 57,29    | Fabio Scozzoli · Olaszország                                                          | 57,30    |
| 200 m-es mellúszás            | Gyurta Dániel · Magyarország                                                  | 2:02,37  | Vjacseszlav Szinkevics · Oroszország                                                      | 2:03,61  | Michael Jamieson · Egyesült Királyság                                                 | 2:03,77  |
| 50 m-es pillangóúszás         | Andrij Govorov · Ukrajna                                                      | 22,70    | Amaury Leveaux · Franciaország                                                            | 22,74    | Konrad Czerniak · Lengyelország                                                       | 22,77    |
| 100 m-es pillangóúszás        | Konrad Czerniak · Lengyelország                                               | 49,62    | Jevgenyij Korotiskin · Oroszország                                                        | 49,88    | Francois Heersbrandt · Belgium                                                        | 50,44    |
| 200 m-es pillangóúszás        | Cseh László · Magyarország                                                    | 1:50,87  | Nyikolaj Szkvorcov · Oroszország                                                          | 1:51,21  | Joe Roebuck · Egyesült Királyság                                                      | 1:51,62  |
| 100 m-es vegyesúszás          | Peter Mankoč · Szlovénia                                                      | 52,70    | Markus Deibler · Németország                                                              | 53,04    | Martti Aljand · Észtország                                                            | 53,37    |
| 200 m-es vegyesúszás          | Cseh László · Magyarország                                                    | 1:53,43  | Markus Rogan · Ausztria                                                                   | 1:53,63  | Gal Nevo · Izrael                                                                     | 1:54,87  |
| 400 m-es vegyesúszás          | Cseh László · Magyarország                                                    | 4:01,68  | Verrasztó Dávid · Magyarország                                                            | 4:03,03  | Gal Nevo · Izrael                                                                     | 4:04,49  |
| 4 × 50 m-es gyorsúszás váltó  | Olaszország · Luca Dotto · Marco Orsi · Federico Bocchia · Andrea Rolla       | 1:24,82  | Oroszország · Szergej Feszikov · Jevgenyij Lagunov · Andrej Grecsin · Nyikita Konovalov   | 1:25,11  | Belgium · François Heersbrandt · Emmanuel Vanluchene · Louis Croenen · Jasper Aerents | 1:25,83  |
| 4 × 50 m-es vegyesúszás váltó | Olaszország · Mirco Di Tora · Fabio Scozzoli · Paolo Facchinelli · Marco Orsi | 1:33,18  | Oroszország · Vitalij Boriszov · Szergej Gejbel · Jevgenyij Korotiskin · Szergej Feszikov | 1:33,86  | Németország · Christian Diener · Erik Steinhagen · Steffen Deibler · Stefan Herbst    | 1:34,41  |

### Női
| Versenyszám                   | Arany                                                                                  | Arany    | Ezüst                                                                                                 | Ezüst   | Bronz                                                                                | Bronz   |
| ----------------------------- | -------------------------------------------------------------------------------------- | -------- | --- | ------- | ------------------------------------------------------------------------------------ | ------- |
| 50 m-es gyorsúszás            | Britta Steffen · Németország                                                           | 24,01    | Jeanette Ottesen · Dánia                                                                              | 24,11   | Triin Aljand · Észtország                                                            | 24,23   |
| 100 m-es gyorsúszás           | Britta Steffen · Németország                                                           | 51,94    | Jeanette Ottesen · Dánia                                                                              | 52,05   | Amy Smith · Egyesült Királyság                                                       | 52,77   |
| 200 m-es gyorsúszás           | Silke Lippok · Németország                                                             | 1:54,08  | Melanie Costa Schmid · Spanyolország                                                                  | 1:54,31 | Verrasztó Evelyn · Magyarország                                                      | 1:54,55 |
| 400 m-es gyorsúszás           | Mireia Belmonte García · Spanyolország                                                 | 3:56,39  | Lotte Friis · Dánia                                                                                   | 3:58,02 | Melanie Costa Schmid · Spanyolország                                                 | 4:00,30 |
| 800 m-es gyorsúszás           | Lotte Friis · Dánia                                                                    | 8:07,53  | Erika Villaécija García · Spanyolország                                                               | 8:12,23 | Melanie Costa Schmid · Spanyolország                                                 | 8:16,28 |
| 50 m-es hátúszás              | Anasztaszija Zujeva · Oroszország                                                      | 26,23    | Georgia Davies · Egyesült Királyság                                                                   | 26,93   | Simona Baumrtova · Csehország                                                        | 26,94   |
| 100 m-es hátúszás             | Darina Zevina · Ukrajna                                                                | 56,96    | Anasztaszija Zujeva · Oroszország                                                                     | 57,12   | Mie Nielsen · Dánia                                                                  | 57,57   |
| 200 m-es hátúszás             | Darina Zevina · Ukrajna                                                                | 2:02,25  | Duane da Rocha Marce · Spanyolország                                                                  | 2:03,32 | Melanie Nocher · Írország                                                            | 2:04,29 |
| 50 m-es mellúszás             | Valentyina Artyemjeva · Oroszország                                                    | 30,06    | Dorothea Brandt · Németország                                                                         | 30,17   | Darja Gyejeva · Oroszország                                                          | 30,63   |
| 100 m-es mellúszás            | Valentyina Artyemjeva · Oroszország                                                    | 1:05,19  | Rikke Moeller-Pedersen · Dánia                                                                        | 1:05,23 | Darja Gyejeva · Oroszország                                                          | 1:05,83 |
| 200 m-es mellúszás            | Rikke Moeller-Pedersen · Dánia                                                         | 2:19,55  | Anasztaszija Csaun · Oroszország                                                                      | 2:20,84 | Fanny Lecluyse · Belgium                                                             | 2:21,14 |
| 50 m-es pillangóúszás         | Jeanette Ottesen · Dánia                                                               | 24,92 CR | Triin Aljand · Észtország                                                                             | 25,51   | Szvjatlana Hohlova · Fehéroroszország                                                | 25,96   |
| 100 m-es pillangóúszás        | Jeanette Ottesen · Dánia                                                               | 56,22    | Jemma Lowe · Egyesült Királyság                                                                       | 56,67   | Ilaria Bianchi · Olaszország                                                         | 57,42   |
| 200 m-es pillangóúszás        | Mireia Belmonte García · Spanyolország                                                 | 2:03,37  | Jemma Lowe · Egyesült Királyság                                                                       | 2:04,04 | Jessica Dickons · Egyesült Királyság                                                 | 2:04,80 |
| 100 m-es vegyesúszás          | Teresa Michalak · Németország                                                          | 59,05    | Jakabos Zsuzsanna · Magyarország                                                                      | 59,72   | Mie Nielsen · Dánia                                                                  | 1:00,10 |
| 200 m-es vegyesúszás          | Mireia Belmonte García · Spanyolország                                                 | 2:07,06  | Verrasztó Evelyn · Magyarország                                                                       | 2:08,28 | Hannah Miley · Egyesült Királyság                                                    | 2:08,34 |
| 400 m-es vegyesúszás          | Mireia Belmonte García · Spanyolország                                                 | 4:24,55  | Hannah Miley · Egyesült Királyság                                                                     | 4:26,06 | Jakabos Zsuzsanna · Magyarország                                                     | 4:27,86 |
| 4 × 50 m-es gyorsúszás váltó  | Németország · Dorothea Brandt · Britta Steffen · Paulina Schmiedel · Daniela Schreiber | 1:37,29  | Dánia · Mie Nielsen · Pernille Blume · Katrine Holm Soerensen · Jeanette Ottesen                      | 1:37,63 | Olaszország · Erika Ferraioli · Erica Buratto · Federica Pellegrini · Laura Letrari  | 1:38,12 |
| 4 × 50 m-es vegyesúszás váltó | Dánia · Mie Nielsen · Rikke Moeller-Pedersen · Jeanette Ottesen · Pernille Blume       | 1:46,48  | Oroszország · Anasztaszija Zujeva · Valentyina Artyemjeva · Irina Beszpalova · Margarita Nyesztyerova | 1:47,08 | Lengyelország · Aleksandra Urbanczyk · Ewa Scieszko · Anna Dowgiert · Katarzyna Wilk | 1:48,70 |